# Mats Aronsson
Mats Aronsson (n. 16 de agosto de 1951) es un ex-futbolista sueco que desempeñaba la posición de delantero.

## Biografía
Debutó como futbolista en 1977 con el Landskrona BoIS de la mano del entrenador Finn Willy Sørensen. Con el club ostentó el título de máximo goleador de la Allsvenskan en 1977 con un total de quince goles, ayudando al club a conseguir la quinta posición en la Allsvenskan. En 1981 fichó por el Djurgårdens IF, equipo en el que se retiró en 1982. Desde 2007 hasta la primavera de 2014 ejerció el cargo de director deportivo del club que le vio debutar.

## Clubes
| Club            | País   | Año         | Partidos | Goles |
| --------------- | ------ | ----------- | -------- | ----- |
| Landskrona BoIS | Suecia | 1977 - 1980 | 83       | 36    |
| Djurgårdens IF  | Suecia | 1981 - 1982 | 39       | 7     |

## Palmarés

### Campeonatos nacionales
| Título           | Club           | País   | Año  |
| ---------------- | -------------- | ------ | ---- |
| Division 2 Norra | Djurgårdens IF | Suecia | 1982 |

### Distinciones individuales
| Título                            | Club            | País   | Año  |
| --------------------------------- | --------------- | ------ | ---- |
| Máximo goleador de la Allsvenskan | Landskrona BoIS | Suecia | 1977 |